# Ginástica na Universíada de Verão de 2001
A ginástica na Universíada de Verão de 2001 teve suas disputas realizadas na cidade de Pequim, na China, contando com as provas masculinas e femininas da ginástica artística e da modalidade rítmica. 

## Eventos
| Ginástica artística - Individual geral masculino - Equipes masculino - Solo masculino - Barra fixa - Barras paralelas - Cavalo com alças - Argolas - Salto sobre a mesa masculino - Individual geral feminino - Equipes feminino - Trave - Solo feminino - Barras assimétricas - Salto sobre a mesa feminino | Ginástica rítmica - Individual geral - Equipes - Equipes - 5 maças - Equipes - 2 bolas e 3 cordas - Bola - Arco - Maças - Corda |

## Medalhistas

### Ginástica artística
| Evento              | Ouro                    | Prata                                   | Bronze                                 |
| ------------------- | ----------------------- | --------------------------------------- | -------------------------------------- |
| Masculino           |                         |                                         |                                        |
| Equipes             | CHN                     | JPN                                     | KOR                                    |
| Individual geral    | CHN Yang Wei            | JPN Naoya Tsukahara JPN Hiroyuki Tomita | nenhum                                 |
| Solo                | CHN Liang Fuliang       | LAT Igors Vihrovs                       | BLR Dmitri Kasperovich CHN Zheng Lihui |
| Cavalo com alças    | ROU Ioan Silviu Suciu   | CHN Xing Aowei JPN Hiroyuki Tomita      | nenhum                                 |
| Argolas             | CHN Zhang Shangwu       | KOR Kim Dong-Hwa                        | CYP Irodotos Georgallas                |
| Salto sobre a mesa  | FRA Benoît Caranobe     | CHN Yang Wei                            | KOR Yang Tae-Young                     |
| Barras paralelas    | JPN Hiroyuki Tomita     | CHN Liang Fuliang                       | BLR Alexei Sinkevich                   |
| Barra fixa          | AUS Philippe Rizzo      | CHN Xing Aowei                          | CHN Liang Fuliang                      |
| Feminino            |                         |                                         |                                        |
| Equipes             | CHN                     | RUS                                     | PRK                                    |
| Individual geral    | RUS Lyudmila Ezhova     | RUS Ekaterina Privalova                 | CHN Bai Chunyue                        |
| Salto sobre a mesa  | PRK Son Un-Hui          | POL Joanna Skowronska                   | RUS Olga Ugarova                       |
| Barras assimétricas | RUS Ekaterina Privalova | CHN Ling Jie                            | RUS Lyudmila Ezhova                    |
| Trave               | RUS Lyudmila Ezhova     | CHN Bai Chunyue                         | RUS Ekaterina Privalova                |
| Solo                | CHN Dong Fangxiao       | BRA Daiane dos Santos                   | CHN Liu Wei                            |

### Ginástica rítmica
| Evento                       | Ouro                  | Prata                 | Bronze               |
| ---------------------------- | --------------------- | --------------------- | -------------------- |
| Equipes                      | RUS                   | CHN                   | JPN                  |
| Equipes - 5 maças            | CHN                   | RUS                   | JPN                  |
| Equipes - 2 bolas e 3 cordas | CHN                   | RUS                   | JPN                  |
| Individual geral             | UKR Tamara Yerofeyeva | BLR Yelena Tkachenko  | RUS Olga Belova      |
| Bola                         | UKR Tamara Yerofeyeva | BLR Yelena Tkachenko  | CHN Zhong Ling       |
| Corda                        | UKR Tamara Yerofeyeva | BLR Yelena Tkachenko  | RUS Olga Belova      |
| Maças                        | RUS Olga Belova       | UKR Tamara Yerofeyeva | BLR Yelena Tkachenko |
| Arco                         | UKR Tamara Yerofeyeva | CHN Zhong Ling        | BLR Yelena Tkachenko |

## Quadro de medalhas
| Ordem | País                | Medalha de ouro | Medalha de prata | Medalha de bronze |    |
| ----- | ------------------- | --------------- | ---------------- | ----------------- | -- |
| 1     | CHN China           | 8               | 8                | 5                 | 21 |
| 2     | RUS Rússia          | 5               | 4                | 5                 | 14 |
| 3     | UKR Ucrânia         | 4               | 1                |                   | 5  |
| 4     | JPN Japão           | 1               | 4                | 3                 | 8  |
| 5     | PRK Coreia do Norte | 1               |                  | 1                 | 2  |
| 6     | ROU Romênia         | 1               |                  |                   | 1  |
|       | FRA França          | 1               |                  |                   | 1  |
| 8     | AUS Austrália       | 1               |                  |                   | 1  |
| 9     | BLR Bielorrússia    |                 | 3                | 4                 | 7  |
| 10    | KOR Coreia do Sul   |                 | 1                | 2                 | 3  |
| 11    | BRA Brasil          |                 | 1                |                   | 1  |
|       | POL Polônia         |                 | 1                |                   | 1  |
|       | LAT Letônia         |                 | 1                |                   | 1  |
| 14    | CYP Chipre          |                 |                  | 1                 | 1  |
| TOTAL | TOTAL               | 22              | 23               | 19                | 64 |